# Kystráčkovití
Kystráčkovití (Meliphagidae) představují početnou čeleď čítající na 182 druhů malých až středně velkých pěvců řazených do 42 rodů. Nejmenší druhy dosahují velikosti 10 cm, největší až 45 cm, tedy od velikosti sýkory až po velikost vrány. Často mají úzký, dolů zahnutý zobák a plochy pestře zbarvené holé kůže v okolí očí či na ozobí, často s laloky a výrůstky. Většina z nich se vyskytuje v Austrálii a na Nové Guineji, některé druhy jsou zastoupené také na Novém Zélandu a na některých tichooceánských ostrovech od indonéského Bali až po souostroví Tonga a Samoa. Většina druhů se živí hmyzem, ale také nektarem a pylem, náleží proto mezi významné opylovače, a to zejména u rostlin z čeledí proteovité, myrtovité a Epacridaceae. K požívání nektaru jsou nejvíce přizpůsobeny druhy s tenkým, dlouhým zobákem, zvláště medáčci z rodu Myzomela, vzhledově podobní strdimilům a medosavky z rodu Acanthorhynchus. Medosavky rodu Acanthorhynchus jsou dokonce schopné za vířivého letu zastavit u květu a sát nektar jako kolibříci. Některé druhy se živí i plody rostlin, ale také drobnými obratlovci a příležitostně i vajíčky drobných pěvců. Zástupci rodů Epithianura a Ashbyia se živí hmyzem, který chytají v letu, podobně jako lejskové. Miskovitá hnízda z travin, větviček, kůry a chmýří staví ve vidlicích stromů. Většina druhů je stálých, někteří zástupci této čeledi z jihu Austrálie a Tasmánie však na zimu táhnou do tropické části Austrálie.

## Fylogeneze a taxonomie
Čeleď je prokazatelně monofyletická, tvoří ji čtyři vyhraněné klady, samostatně pak stojí rod Acanthorhynchus, který je sesterskou skupinou všech ostatních rodů čeledi. Rody Epthianura a Ashbyia, specializované na život v aridních oblastech a endemické pro Austrálii, patří k jádru čeledi. Hypotéza o samostatné radiaci skupiny v Austrálii a Nové Guineji ani hypotéza o společném původu druhů vysokých poloh Nové Guineje a severoaustralských deštných pralesů nebyly novějšími studiemi potvrzeny (každý odhalený klad obsahuje směs australských a novoguinejských druhů). V minulosti byly do této čeledi řazeny ještě dva rody: jihoafrické cukernaty (Promerops) a, s největší pravděpodobností již vyhynulí, mohové (Moho) z Havaje. Naopak rody Epthianura a Ashbyia byly řazeny do čeledi střízlíkovcovitých. Mezi kystráčky je nově zařazenován i druh Macgregoria pulchra, donedávna řazený mezi rajky.

### Kladogram
Čeleď se rozpadá do tří podčeledí:

|  | Acanthorhynchinae (Acanthorhynchus)                           |
|  |                                                               |
|  | \| \| Meliphaginae \| \| \| \| \| \| Philemoninae \| \| \| \| |
|  |                                                               |
|  | Meliphaginae                                                  |
|  |                                                               |
|  | Philemoninae                                                  |
|  |                                                               |

### Rody
- Acanthagenys
- Acanthorhynchus
- Anthochaera
- Anthornis
- Ashbyia
- Certhionyx
- Conopophila
- Entomyzon
- Epthianura
- Foulehaio
- Gliciphila
- Glycichaera
- Grantiella
- Guadalcanaria
- Gymnomyza
- Lichenostomus
- Lichmera
- Macgregoria
- Manorina
- Meliarchus
- Melidectes
- Melilestes
- Meliphaga
- Melipotes
- Melithreptus
- Melitograis
- Myza
- Myzomela
- Oreornis
- Philemon
- Phylidonyris
- Plectorhyncha
- Prosthemadera
- Ptiloprora
- Pycnopygius
- Ramsayornis
- Stresemannia
- Sugomel
- Timeliopsis
- Trichodere
- Xanthomyza
- Xanthotis[5]